# Юкка-Маунтин

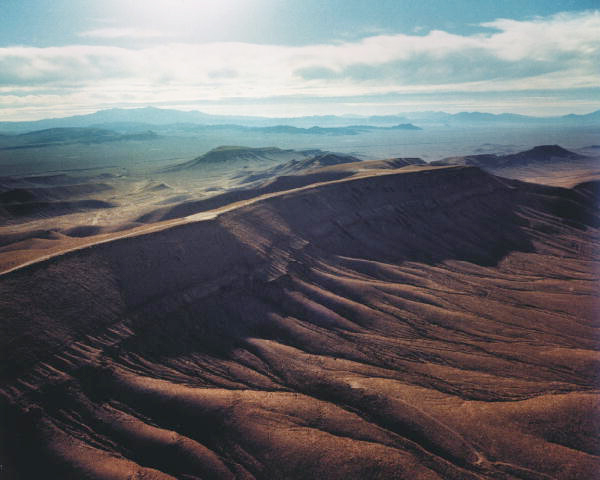
Юкка Маунтин

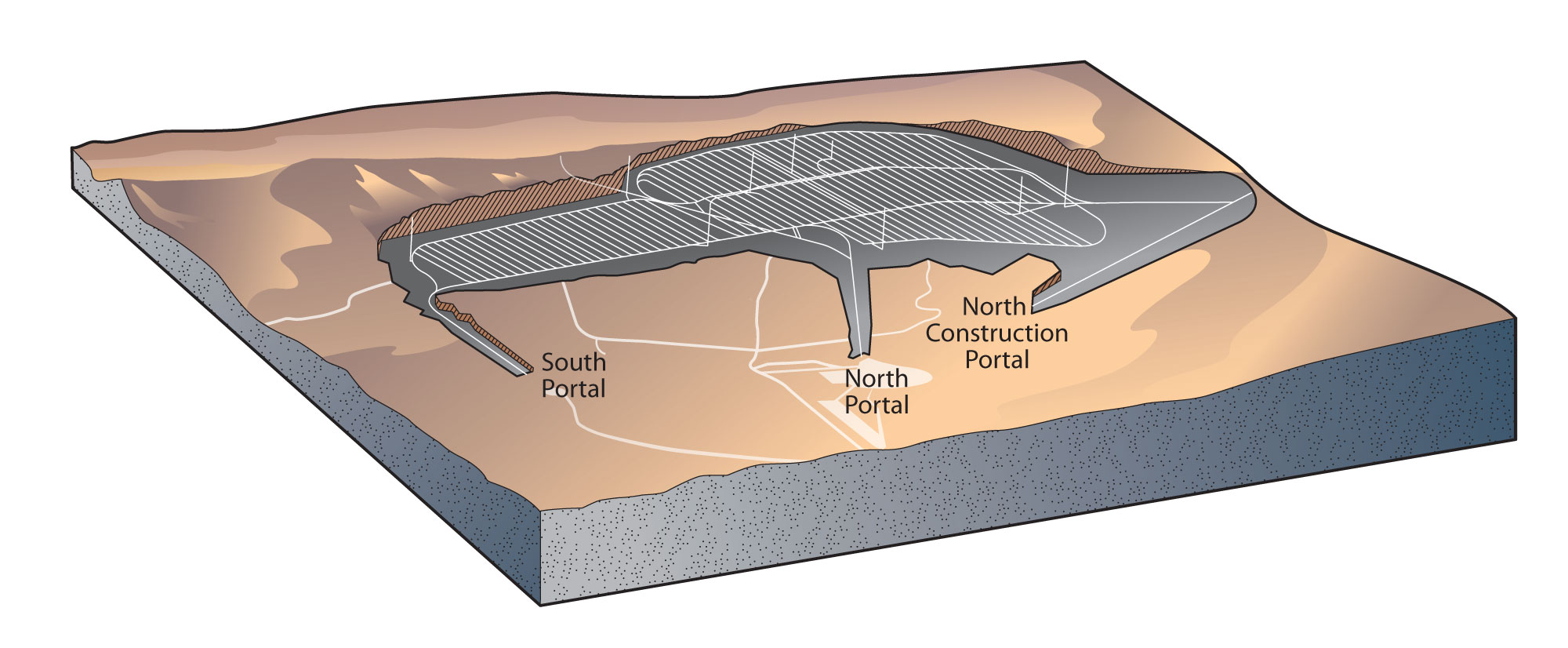
Предлагаемая конструкция

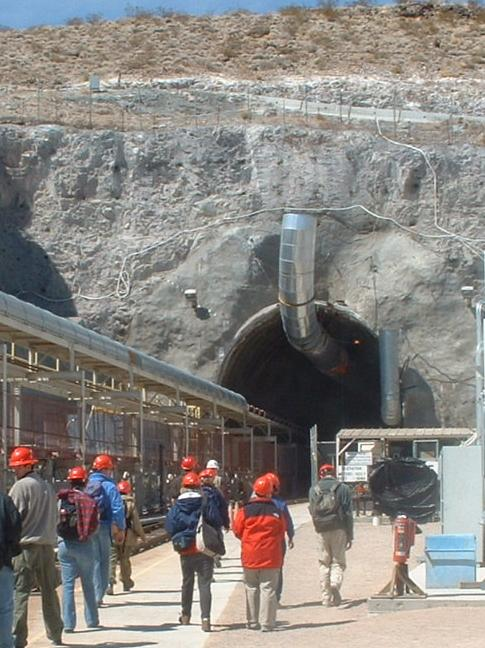

 Репозито́рий Юкка Маунтин (англ. Yucca Mountain nuclear waste repository) — сухое хранилище отработанного ядерного топлива (т.н. глубокое геологическое захоронение) — полигон для глубокого захоронения отработанного ядерного топлива реакторов и других радиоактивных отходов. Оно расположено между пустыней Мохаве и Большим Бассейном пустынь в США (в штате Невада). Несмотря на то, что оно вызывало (и вызывает) множество протестов со стороны экологов и местных жителей, проект был утвержден в 2002 году конгрессом США. В 2009 году Администрация Обамы заявила, что этот проект уже не находится в рассмотрении и предложила прекратить всё финансирование в федеральном бюджете 2009 года. Однако это заявление вызвало вопросы у Комиссии по ядерному регулированию (Nuclear Regulatory Commission (NRC), так как Министерство энергетики США обязано закончить проект в соответствии с более ранним решением конгресса США.

## Хранилище
Хранилище расположено на федеральных землях, прилегающих к Невадскому атомному полигону (где было произведено около 900 атомных взрывов), в округе Най, штат Невада, приблизительно в 130 км к северо-западу от Лас-Вегаса. Хранилище находится в Юкка-Маунтин, горном хребте в юго-центральной части штата Невада. Хребет состоит из вулканического материала (в основном, туф), выброшенного из ныне остывшего супервулкана. Хранилище в Юкка Маунтин будет располагаться внутри длинного хребта, около 300 метров (1000 футов) ниже поверхности и 300 метров (1000 футов) выше уровня грунтовых вод, и будет иметь примерно 65 км (40 миль) тоннелей. Вместимость составит приблизительно 77 000 тонн ядерных отходов.

## История проекта
Планирование строительства и исследования этого региона велись с начала 1980-х годов. Некоторое время планировалось организовать хранилище радиоактивных отходов в округе Деф-Смит, но в дальнейшем отказались от этой идеи в пользу Юкка-Маунтин. Основатель «Arrowhead Mills» Джесси Фрэнк Форд возглавил акции протеста населения Деф-Смит, построив свои аргументы на том, что присутствие хранилища отходов может стать причиной загрязнения водоносного слоя Огаллала — основного источника питьевой воды для Западного Техаса.
Предполагалось, что репозиторий откроется в 1998 году. В настоящее время вырыт основной туннель длиной в 120 метров и несколько малых тоннелей. Министерство энергетики США (DOE) представило заявление о выдаче лицензии для строительства в Комиссию по ядерному регулированию в 2008 году. Самой ранней предполагаемой датой для начала строительства репозитория считается 2013 год, но даже если рассмотрение проекта соответствующими инстанциями пойдет хорошо, будущее проекта в Юкка Маунтин будет по-прежнему зависеть от политического климата в США. Строительство этого проекта стало поводом для политических интриг между двумя основными политическими партиями в США. Во время президентских кампаний в 2004 и 2008 году кандидаты демократической партии обещали закрыть проект в случае победы на выборах. Конгресс проголосовал за сокращение в 2009 финансовом году бюджета проекта до рекордно низкой суммы в $ 196 млн, что продолжает пятилетнюю тенденцию урезания финансирования, в которой финансирование было значительно ниже сумм, запрошенных Министерством энергетики США. К 2008 году на проект было израсходовано около $9 млрд. Предположительно стоимость эксплуатации репозитория в течение следующих 100 лет может достигнуть $90 млрд.
Атомная промышленность США до сих пор не имеет возможности долговременного захоронения радиоактивных отходов. Существующее в США глубокое геологическое хранилище Waste Isolation Pilot Plant принимает отходы только от оборонной индустрии. Элвин Вайнберг, один из пионеров в области атомной энергетики в США, высказался по этому поводу: 
Я уделял недостаточно внимания проблеме отходов. Я был, прежде всего, увлечен разработкой и строительством атомных реакторов... Теперь я думаю, что если бы я мог все начать заново, то поставил бы вопрос о захоронении ядерных отходов на первое место...

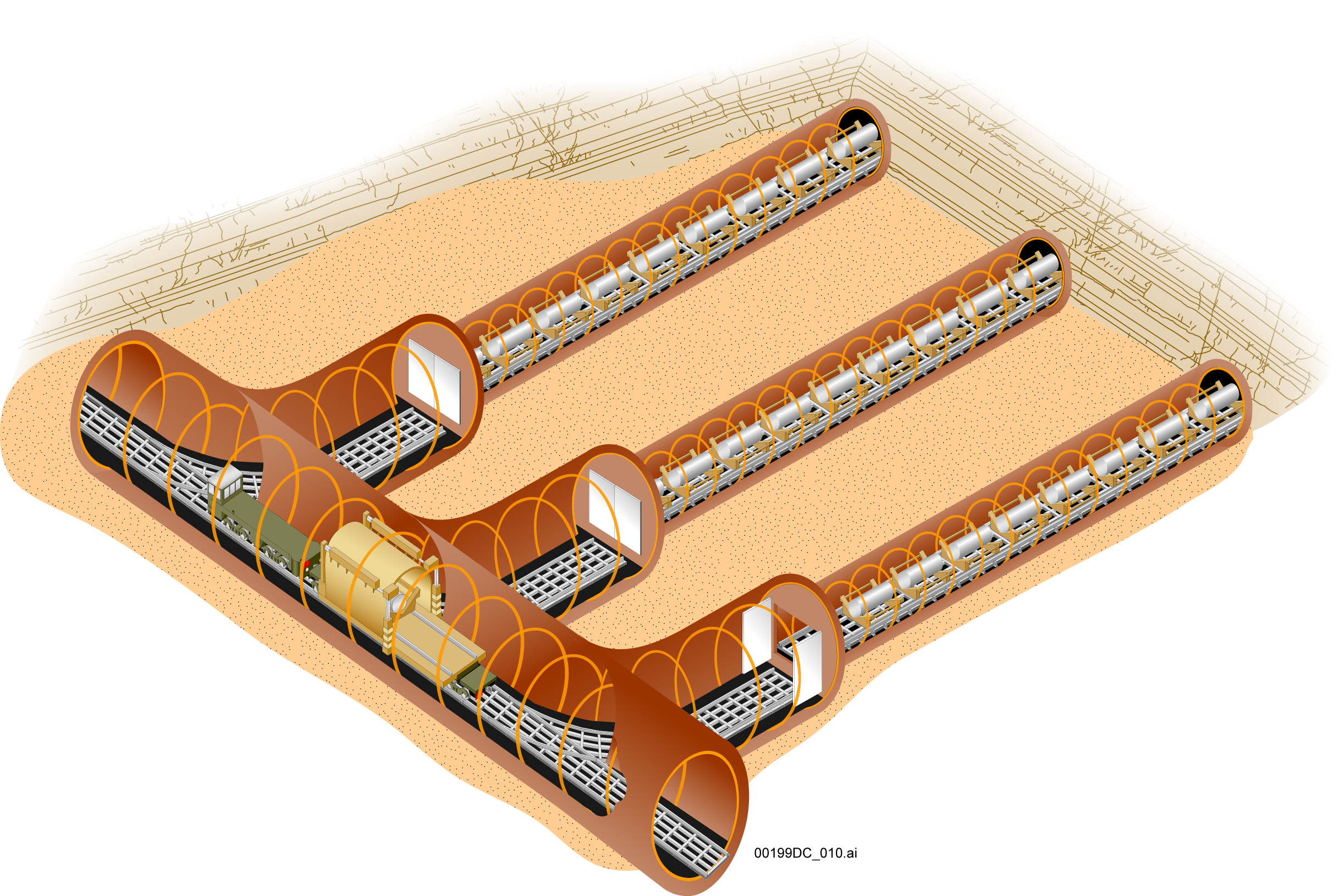
Тупиковые тоннели, в которых будут расположены контейнеры с отходами. Срок их хранения будет измеряться десятками тысяч лет

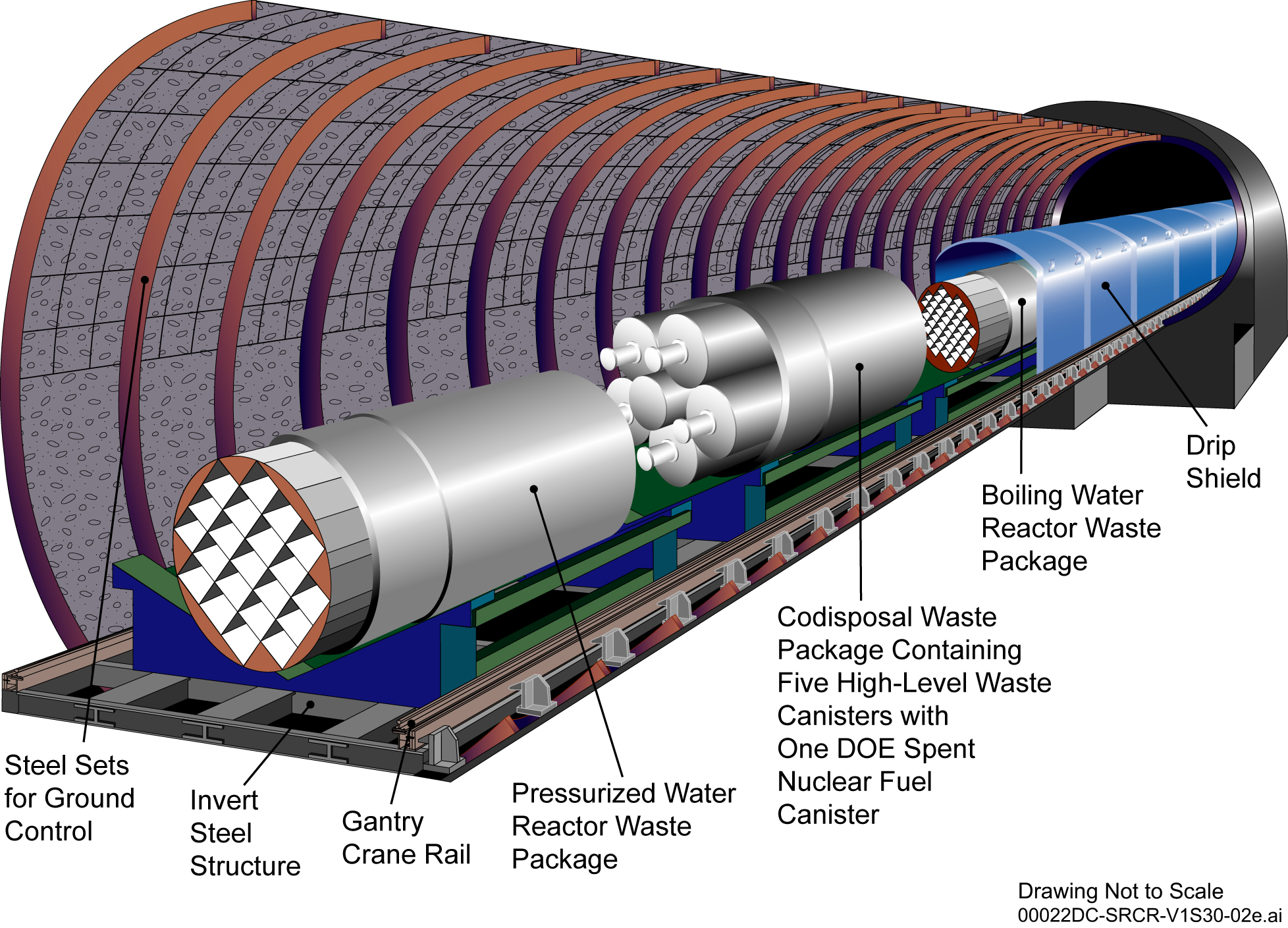
Многослойная защита контейнеров

В настоящее время радиоактивные отходы в США хранятся на местах производства, что гораздо более опасно и накладно, чем перевозка и захоронение их в репозитории. Поэтому отказ администрации Обамы от продолжения проекта вызвал множество судебных исков, где защитниками проекта являются представители атомной промышленности и муниципалитетов, в которых находятся временные склады радиоактивных отходов, а с другой стороны — представители штата Невада, ряда экологических и общественных групп и в настоящее время федеральных властей. Судебные иски были и ранее. В частности, судебные иски были возбуждены против организации EPA, установившей радиационные нормы, которые возбудители иска считали завышенными. В июле 2004 года Апелляционный суд по округу Колумбия вынес решение в пользу агентства по всем пунктам, кроме одного: нормативные сроки хранения, определённые как 10 000 лет. Суд постановил, что период соблюдения ЕРА десятитысячелетнего срока изоляции радиоактивных отходов не был разработан в соответствии с рекомендацией Национальной академии наук (НАН) и был слишком коротким. В докладе НАН рекомендовал срок изоляции на один миллион лет.
На первые 10 000 лет EPA предписывает предел дозы радиации до 15 миллибэр в год. Это на уровне самых строгих правил радиационной защиты атомных объектов в США. От 10 000 до одного миллиона лет EPA установила предельную дозу в 100 миллибэр в год. EPA требует, чтобы Министерство энергетики доказало, что Юкка Маунтин может безопасно хранить отходы, с учетом последствий возможных землетрясений, извержений вулканов, изменения климата и коррозии контейнеров, на срок до одного миллиона лет.
Контейнеры для радиоактивных отходов хранилища будут в соответствии с требованиями EPA рассчитаны на срок годности от 12 до 100 тысяч лет и считается, что они выйдут из строя приблизительно через два миллиона лет.